# Cristina Bravo Santos
Cristina Bravo Santos (Madrid, 1980) es una periodista española que desarrolla su carrera profesional en la Corporación de Radio y Televisión Española (RTVE), ocupando diversos cargos de responsabilidad. Desde diciembre de 2024 es directora de RTVE Territorial.

## Trayectoria
Nacida en Madrid y criada en Ciudad Real, provincia de la que es oriunda su familia, se trasladó a Madrid donde obtuvo la Licenciatura en Periodismo por la Universidad Complutense de Madrid. En 2025 ha completado el Máster 'Mujeres con Alto Potencial' (Programa de Desarrollo para la Dirección de Mujeres de Alto Potencial) de la Escuela de Organización Industrial (EOI) en Madrid.
Inició su trayectoria profesional en empresas privadas de comunicación. Desde 2006 está vinculada a la RTVE y en 2007 entró por oposición en la Corporación. Tras ser presentadora del Canal 24 horas, canal temático de información del entre público, y pasar por RNE Murcia en 2008, se incorporó en 2009 en la unidad informativa de RTVE en Ciudad Real, donde fue editora y presentadora del informativo regional de TVE en Castilla-La Mancha. Entre las numerosas piezas que realizó, pueden mencionarse las elaboradas para el programa Agrosfera de La 2 de la Televisión Española (TVE), para la difusión del proyecto Red Natura 2000, el Proyecto Life Humedales de La Mancha, la Fundación Global Nature y la lista Ramsar de la Red Internacional de Humedales, entre otras.
Entre 2018 y 2024, durante seis años, fue la directora del Centro Territorial de RTVE en Castilla-La Mancha, siendo la primera mujer en ocupar este cargo en el centro, creado treinta años antes. Durante los tres primeros años de su etapa en la dirección, RNE y TVE de RTVE Castilla-La Mancha se integraron en un único edificio, reformado y adaptado a la última tecnología, y se promovió el trabajo en equipo de la plantilla territorial.
El edificio unificado se adaptó para obtener un mayor ahorro energético y además se crearon nuevos espacios pensado para el bienestar de la plantilla trabajadora, incluyendo lugares como sala de lactancia, sala de curas y sala polivalente de usos múltiples. Esto ayudó a la estrategia de "generar un ambiente de cercanía y colaboración constante, de respeto y aprendizaje mutuo, y una nueva época de mayor colaboración entre profesionales de RTVE".
El centro fue reconocido internacionalmente al convertirse en un pionero centro de referencia tecnológica y situándose a la vanguardia en 5G, periodismo móvil, realización en la cloud o sistemas de metadatado. Entre otras iniciativas, la RTVE C-LM y el departamento de Estrategia Tecnológica crearon una herramienta, utilizada en eventos como el Festival de Teatro Clásico de Almagro, pionera en el uso en las zonas rurales de la tecnología más avanzada. También implementaron un proyecto de cobertura electoral con Inteligencia Artificial para ofrecer información de pequeños municipios con objetivo de servicio público.
En julio de 2024 fue nombrada directora de Informativos de Radio Nacional de España RNE a escala estatal dando el relevo a Mamen del Cerro, próxima a su jubilación, y con el objetivo de "impulsar la oferta radiofónica de la corporación pública y potenciar los contenidos digitales a través de la marca RNE Audio". Y en diciembre del mismo año, con motivo de la renovación de la directiva de RTVE, Bravo pasó a ocupar la nueva dirección territorial. Este cargo de nueva creación en la Corporación se creó con una estructura autónoma para la gestión de sus centros territoriales, teniendo como objetivo el proceso de reforma y reestructuración de estos y el ampliar la difusión de las diversas realidades territoriales. Bravo forma parte del Comité de Dirección de RTVE. De su dirección dependen los dieciocho centros territoriales que existen dentro de la Corporación, a los que quiere dar mayor protagonismo y visibilidad.
Bravo defiende la importancia de la igualdad de oportunidades entre mujeres y hombres, del acceso de más mujeres a los órganos de dirección de las grandes empresas y de la conciliación laboral y estructural para lograr un equilibrio y corresponsabilidad en la sociedad. De hecho mantiene su domicilio en Ciudad Real, donde vive con su familia, y se desplaza a Estudios de Prado del Rey en Madrid diariamente.

## Vida personal
En 2025 ha sido una de las promotoras del cuento solidario Valeria y el mundo de los colores, iniciativa que ha visto la luz gracias al compromiso de una veintena de mujeres, alumnas del Programa de Desarrollo para la Dirección de Mujeres de Alto Potencial de la EOI, y de la Fundación “Izas, la princesa de guisante”, presidida por Mónica Sarasa. La publicación recoge la historia de su sobrina Valeria, que en abril de 2022 siendo aún una niña falleció de una enfermedad ultrarrara, un cáncer cerebral inoperable e intratable, que no se había investigado hasta ese momento en ningún lugar del mundo. Todos los fondos recaudados por la publicación se dedican, a través de la Fundación, a la investigación científica de la gliomatosis cerebri.  Es madre de dos hijas y tres hijos.
Entre sus talentos está la música. Lo ha demostrado en distintos espacios radiofónicos de RNE Castilla-La Mancha. En Radiopasión 2020 interpretó la canción "Para quedarte" de El Kanka, junto a  Pedro Díaz. En Radiopasión 2022 fue "Aunque tu no lo sepas" de Enrique Urquijo y Los Problemas la que cantó repitiendo junto a Pedro Díaz, que luego se reutilizó en el vídeo homenaje a Valeria que se proyectó en el acto de presentación del cuento solidario homónimo. Y en Radiopasión 2023 eligieron "Grita" de Jarabe de Palo, acompañándoles en esta ocasión Marta Antón.

## Premios y reconocimientos
Durante su periodo en la unidad informativa de RTVE en Ciudad Real recibió varios premios a su labor periodística:
- Premio periodístico de ASAJA a la mejor labor de comunicación en el sector agropecuario en 2012.
- Premio periodístico de la Escuela de Ingenieros de Caminos, Canales y Puertos de la Universidad de C-LM (UCLM).
- Premio de la Sociedad de Medicina Interna al mejor reportaje.

También fueron reconocidas internacionalmente las iniciativas que auspició desde la dirección, centradas en la renovación física y tecnológica que acometió en el Centro Territorial de RTVE en Castilla-La Mancha durante los seis años que desempeñó el cargo, junto con el departamento de Estrategia Tecnológica:
- Premio a la Innovación y el Impacto Social IBC 2023 en la categoría de Impacto Social, entregado en Ámsterdam, por un proyecto de cobertura electoral con Inteligencia Artificial para ofrecer información de pequeños municipios con objetivo de servicio público. Estos galardones reconocen las iniciativas pioneras que están transformando el panorama de la industria de los medios de comunicación.
- Premio EBU Technology & Innovation Award de la Unión Europea de Radiodifusión (EBU por sus siglas en inglés, European Broadcasting Union), en 2022. La principal alianza mundial de medios de comunicación de servicio público premió a RTVE por sus avances en 5G y proyectos llevados a cabo durante el Festival Internacional de Teatro Clásico de Almagro.
- VI Premios “Innovadores 2022” de Dolby, que reconoció a RTVE y Radio 3 por su continua apuesta por la innovación.
- II Premios de la revista TM Broadcast, que reconocen el valor y la innovación en la industria de la creación y difusión de contenidos multimedia en España. Fueron galardonados diversos proyectos con participación de RTVE C-LM por el avance tecnológico implementado en zonas rurales desde el ente público. El proyecto “Aplicación de IA y cloud para el análisis de contenidos en el archivo de RTVE” obtuvo el galardón en la categoría “Mejor Proyecto de Innovación” y el accésit en la categoría de “Mejor Proyecto de Implementación de Inteligencia Artificial”.
- Premio Regional de Medio Ambiente de Castilla-La Mancha 2022, en la categoría de “Telecomunicaciones y Tecnología de la Comunicación”.
- Premio Día Mundial del Agua de la Consejería de Agricultura, Agua y Desarrollo Rural del gobierno de Castilla-La Mancha en 2021.
- Premio Solidario ONCE por ofrecer una cobertura social relacionada con el mundo de la discapacidad, a RTVE Castilla-La Mancha en 2021.

A nivel individual, en enero de 2024 recibió la Insignia de Oro de la Asociación de Periodistas de Ciudad Real (APCR) que destacó "su labor profesional como periodista, su talento e independencia, y su gestión al frente de RTVE C-LM poniendo al centro a la vanguardia de las nuevas tecnologías". Ha sido la cuarta mujer en recibirla en la historia de esta centenaria asociación.